# Африканская гадюка Шнайдера
Африканская гадюка Шнайдера (лат. Bitis schneideri) — вид ядовитых змей. Оскар Бёттгер назвал новый вид в честь своего друга, немецкого конхиолога Оскара Шнайдера (1841–1903). Распространены в Африке на небольшой прибрежной территории на границе Намибии и ЮАР. Охраняется в национальном парке Шпергебит. В настоящее время подвидов Африканской гадюки Шнайдера не выделяют.

## Описание
Это мельчайший вид в роду Bitis и, возможно, самый мелкий в семействе Гадюковые. Длина тела с хвостом 18—25 см. Максимальная зарегистрированная — 28 см.

## Экология
Из-за большого количества хищников, для вида характерна необычно высокая ежегодная смертность (39-56%). Размножаются раз в год, у других местных видов гадюк цикл размножения двухгодичный.